# Ulf Carmesund
Ulf Carmesund, född 1963, är en svensk teolog, författare och debattör.

## Biografi
Carmesund disputerade 2010 på en avhandling om skeenden vid staten Israels bildande 1948, och har genom åren gett ut flera böcker om politik samt konflikten i Mellanöstern. Han deltog i aktionen Ship to Gaza år 2010, och har bott i och vid flera tillfällen besökt Palestina.
Carmesund har undersökt och problematiserat motiv och tankevärld hos kristna i Sverige, i synnerhet Svenska Israelsmissionen, i förhållande till judiska folkgrupper och den ökande antisemitismen vid tiden före och under andra världskriget. Han påtalar att organisationen gentemot judar var både medkännande och samtidigt instrumentellt cynisk. Organisationens tankebild var, enligt Carmesund, att det judiska folket bidragit till att ådra sig en förbannelse genom att ha förnekat Jesus som Messias, och att det bästa sättet att räddas var att alla världens judar blev kristna.
Carmesund gav år 2011 ut ett diskussionsmaterial "Antisemitism och islamofobi" för att synliggöra aspekter av antisemitism och islamofobi och skapa kunskap om hur dessa typer av fientlighet kan motarbetas. Han lyfte bland annat fram tolkningar inom kristendom som använts för att motivera och legitimera antisemitism, och uppmanar människor från olika religioner att mötas och utforska det bästa och sämsta i varandras olika religioner. Formuleringen ”Etniskt svenska kristna bakom antisemitism” kritiserades av Sakine Madon som uttryck för identitetspolitik och "vi-och-dem"-tänkande och ledde till en omformulering.
Carmesund deltog 2013 i debatten i den så kallade Omar-Mustafa-affären, där Mustafa invaldes i socialdemokraternas partistyrelse, men kort därefter tvingades avgå bland annat på grund av hans medlemskap i muslimska organisationer med kopplingar till representanter med antisemitiska och homofoba åsikter. Carmesund försvarade Mustafa och möjligheten att vara med och arbeta i ett parti även om man inte fullt ut delar alla värderingar.
Carmesund har varit knuten till organisationen Socialdemokrater för tro och solidaritet (f d Broderskapsrörelsen), som internationell sekreterare.